# Supercopa Turca de Voleibol Masculino de 2011
A Supercopa Turca de Voleibol Masculino  de 2011 foi a terceira edição desta competição organizada pela  FTV. Participaram do torneio duas equipes, os campeões da Liga A Turca e da Copa da Turquia.

## Sistema de disputa
O Campeonato foi disputado em um jogo único.

## Equipes participantes
Equipes que disputaram a Supercopa de Voleibol de 2011:
| Equipe         | Cidade   | Qualificação                       | Última participação |
| -------------- | -------- | ---------------------------------- | ------------------- |
| Fenerbahçe SKK | Istambul | Campeão da Liga A Turca 2010–11    | 2010                |
| Arkas SK       | Esmirna  | Campeão da Copa da Turquia 2010-11 | 2009                |

## Resultado
| 8 de outubro de 2011 17:30 Relatório | Fenerbahçe SK | 3 — 0             | Arkas SK | TVF Başkent Voleybol Salonu, Ankara Árbitro(s): TUR Aziz Yener TUR Onur Hoşnut |
| 8 de outubro de 2011 17:30 Relatório | 25            | Set 1 Set 2 Set 3 | 17 20 22 | TVF Başkent Voleybol Salonu, Ankara Árbitro(s): TUR Aziz Yener TUR Onur Hoşnut |

## Premiações
| Supercopa Masculina de 2011       |
| Turquia                           |
| --------------------------------- |
| Fenerbahçe SK Campeão (1º título) |